# Нисејске нимфе
Нисејске нимфе (нисијаде, грч. Νυσιάδες) су у грчкој митологији биле нимфе које су обитавале на митској планини Ниси.

## Митологија
Према једном предању, Зевс је носио фетус Диониса у својој бутини и родио га је на планини Ниси, где га је дао на чување тамошњим нимфама. Зато се ове нимфе често повезују са другим нимфама које су однеговале бога Диониса, попут Хијада или додонских нимфа. Оне су постале његове пратиље, односно прве баханаткиње, а он их је касније пренео међу звезде у сазвежђе Хијада. Као њихови могући очеви се помињу Океан, бог планине Нисе и Силен.

## Списак
Различити аутори наводе различит број ових нимфи (три, пет или шест):
- Амброзија
- Арсиноја
- Бромија
- Ерато
- Ерифија
- Еудора
- Кисеида
- Коронида
- Ниса
- Педила
- Поликсо
- Полихимно
- Тиона
- Фито

## У уметности
У античкој уметности су приказиване или наге или одевене и понекад у интимним односима са силенима.